# Caramelo
Caramelo è un singolo del cantante portoricano Ozuna, pubblicato l'11 giugno 2020 come primo estratto dal quarto album in studio Enoc.

## Video musicale
Il video musicale, reso disponibile in concomitanza con l'uscita del brano, è stato diretto da Nuno Gomes e girato a Miami.

## Tracce
Testi e musiche di Jan Carlos Ozuna Rosado, Aduardo Alfonso Vargas Berrios, Alexis Gotay, Marco Masis, Starlin Rivas Batista e Yazid Rivera López.
1. Caramelo – 3:37

## Remix
Il 17 agosto 2020 è stata pubblicata una versione remix del brano realizzata con la cantante colombiana Karol G e il rapper portoricano Myke Towers.

### Video musicale
Un video musicale per il remix è stato reso disponibile in concomitanza con la sua uscita.

### Tracce
1. Caramelo (con Karol G e Myke Towers) (Remix) – 3:53

## Successo commerciale
Caramelo ha esordito al 7º posto della Hot Latin Songs statunitense, diventando il secondo debutto in top ten durante il 2020 del cantante nella classifica. Nella medesima settimana ha accumulato 3,9 milioni di stream e un'audience radiofonica pari a 3 milioni di ascoltatori.

## Classifiche

### Classifiche settimanali
| Classifica (2020)     | Posizione massima |
| --------------------- | ----------------- |
| Argentina             | 3                 |
| Colombia              | 10                |
| Costa Rica            | 6                 |
| El Salvador           | 1                 |
| Italia                | 17                |
| Messico               | 5                 |
| Perù                  | 23                |
| Portogallo            | 42                |
| Repubblica Dominicana | 1                 |
| Spagna                | 1                 |
| Stati Uniti           | 76                |
| Svizzera              | 42                |

### Classifiche di fine anno
| Classifica (2020) | Posizione |
| ----------------- | --------- |
| Italia            | 55        |
| Spagna            | 8         |
| Uruguay           | 8         |